# Marina Rosjtsja (metrostation Moskou, TPK)
Marina Rosjtsja (Russisch: Марьина Роща) is een station in aanbouw aan de Grote Ringlijn van de Moskouse metro. Het station zal een overstap mogelijkheid krijgen op lijn 10 door de koppeling aan station Marina Rosjtsja. De opening van het station was gepland voor 2022 als onderdeel van het deeltraject Lefortovo – Savjolovskaja, maar vond uiteindelijk plaats op 1 maart 2023. 

## Naam en ligging
Het station kreeg aanvankelijk, net als het station van lijn 10, de naam Marina Rosjtsja naar de buurt waar het station gelegen is. Op 8 april 2015 werd het station Sjeremetjevskaja genoemd naar de straat die de buurt van noord naar zuid doorkruist. Op 5 november 2019 werd de naam van het station toch weer veranderd in Marina Rosjtsja. Het toegangsgebouw ligt op het plein tussen de 4e en 5e Marina Rosjtsja dwarsstraat. Vanaf het westelijke uiteinde van het perron loopt een verbindingstunnel naar het perron van station Marina Rosjtsja aan lijn 10.

## Ontwerp
De bouw van het station werd geformaliseerd in een decreet van het Moskouse stadsbestuur op 4 mei 2012 en mikte op een opening in 2016. Het eerste ontwerp voorzag in een station volgens de Spaanse methode, maar na onenigheid met andere betrokken partijen kwam aannemer JSC Mosinzjproject in 2016 met een nieuw ontwerp. Het nieuwe ontwerp was weer een pylonenstation op grote diepte. Door de complexiteit en het grotere aantal booractiviteiten werd de geplande opening verschoven naar 2018. Het station is het diepst gelegen station van de Moskouse metro, 1 meter dieper dan Park Pobedy.
De vormgeving van het station werd bepaald door een stemming op het inspraakportaal “actieve burgers”, de uitslag werd op 13 juni 2017 bekend. Het ontwerp van het station verwijst naar porselein met wit als hoofdkleur. De pylonen worden bekleed met graniet en gevormd als convexe porseleinen kolommen.  

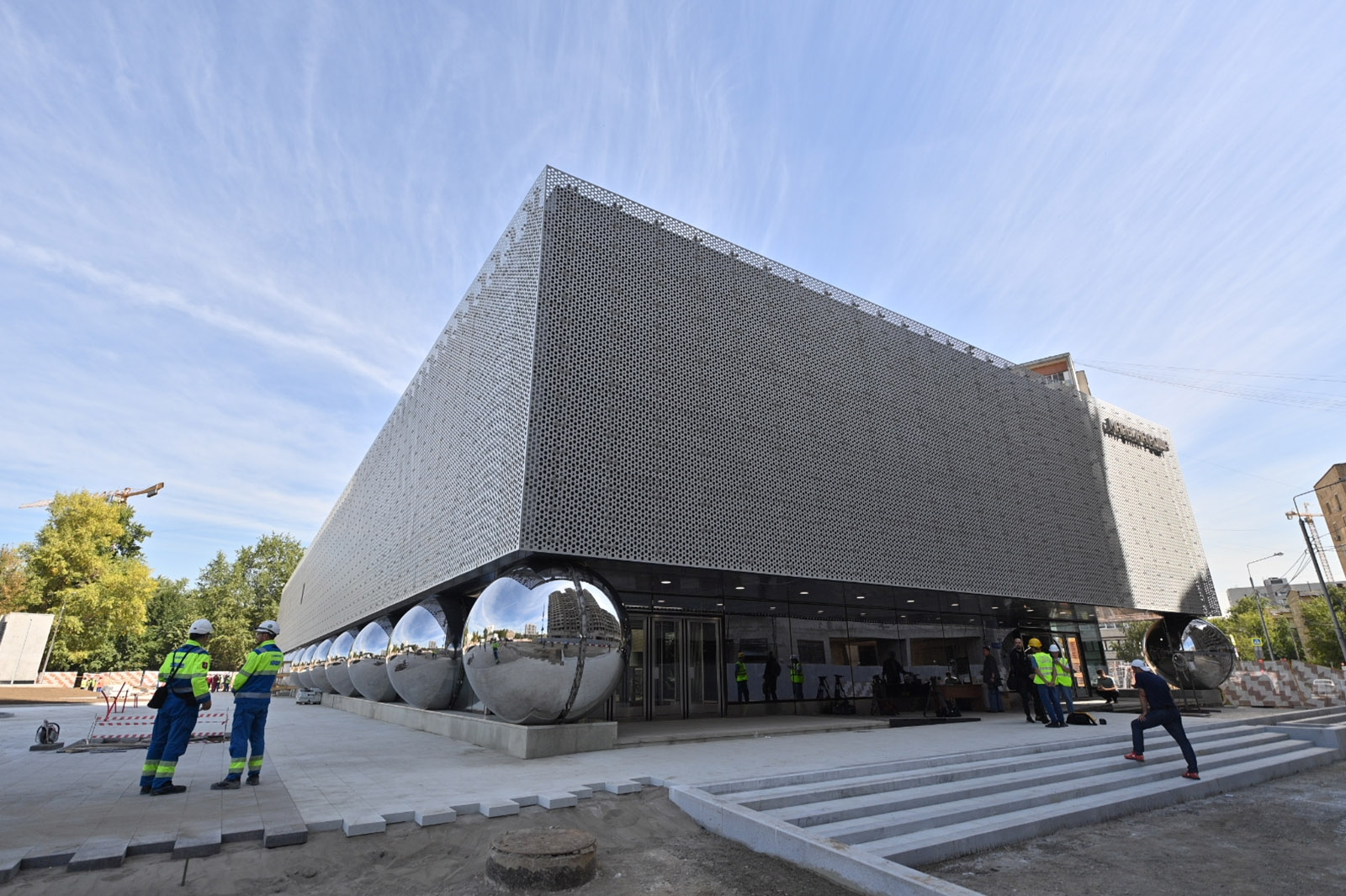
Het bovengrondse stationsgebouw.
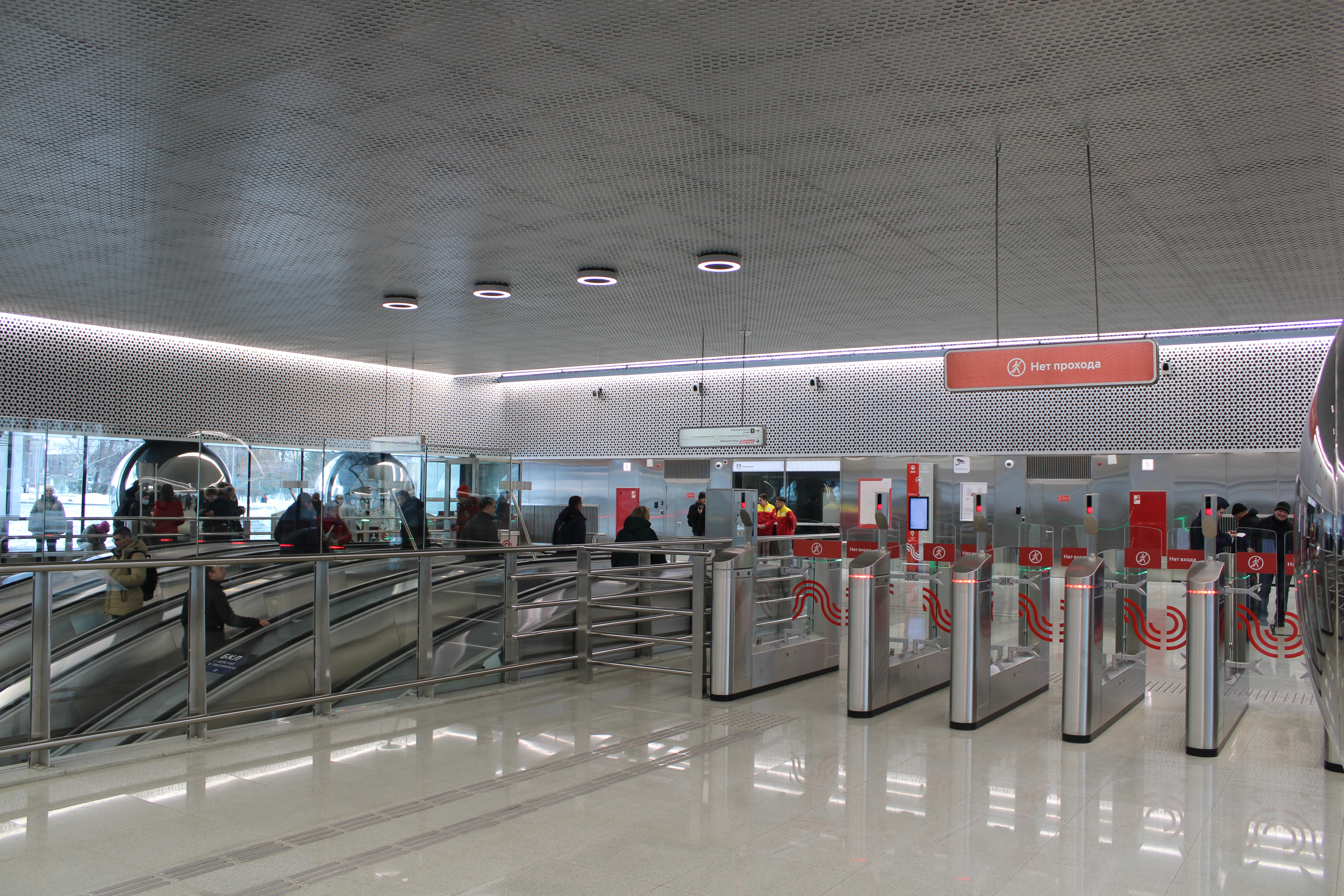
Het interieur van de stationshal.
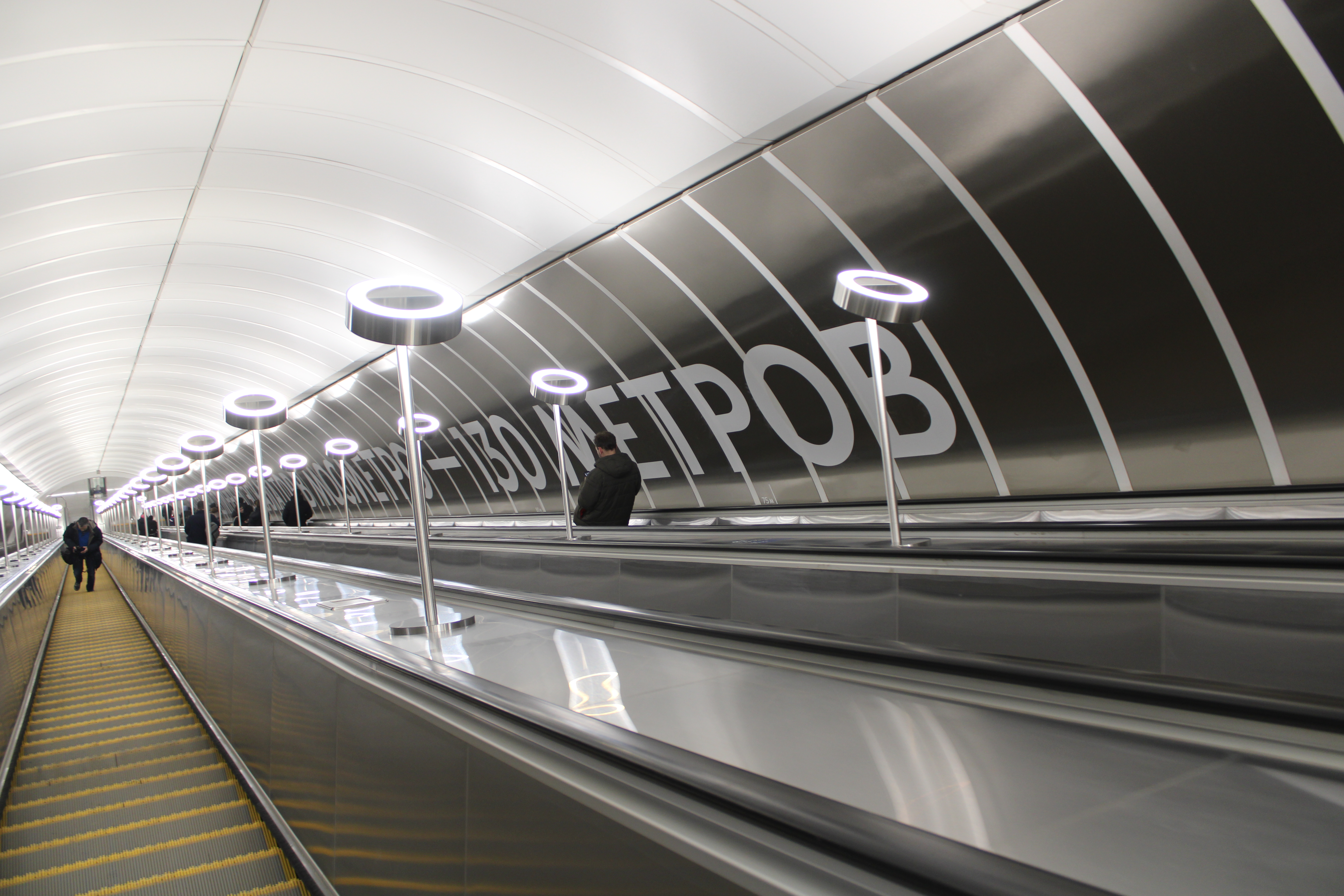
De roltrappen tussen hal en perron.

## Aanleg

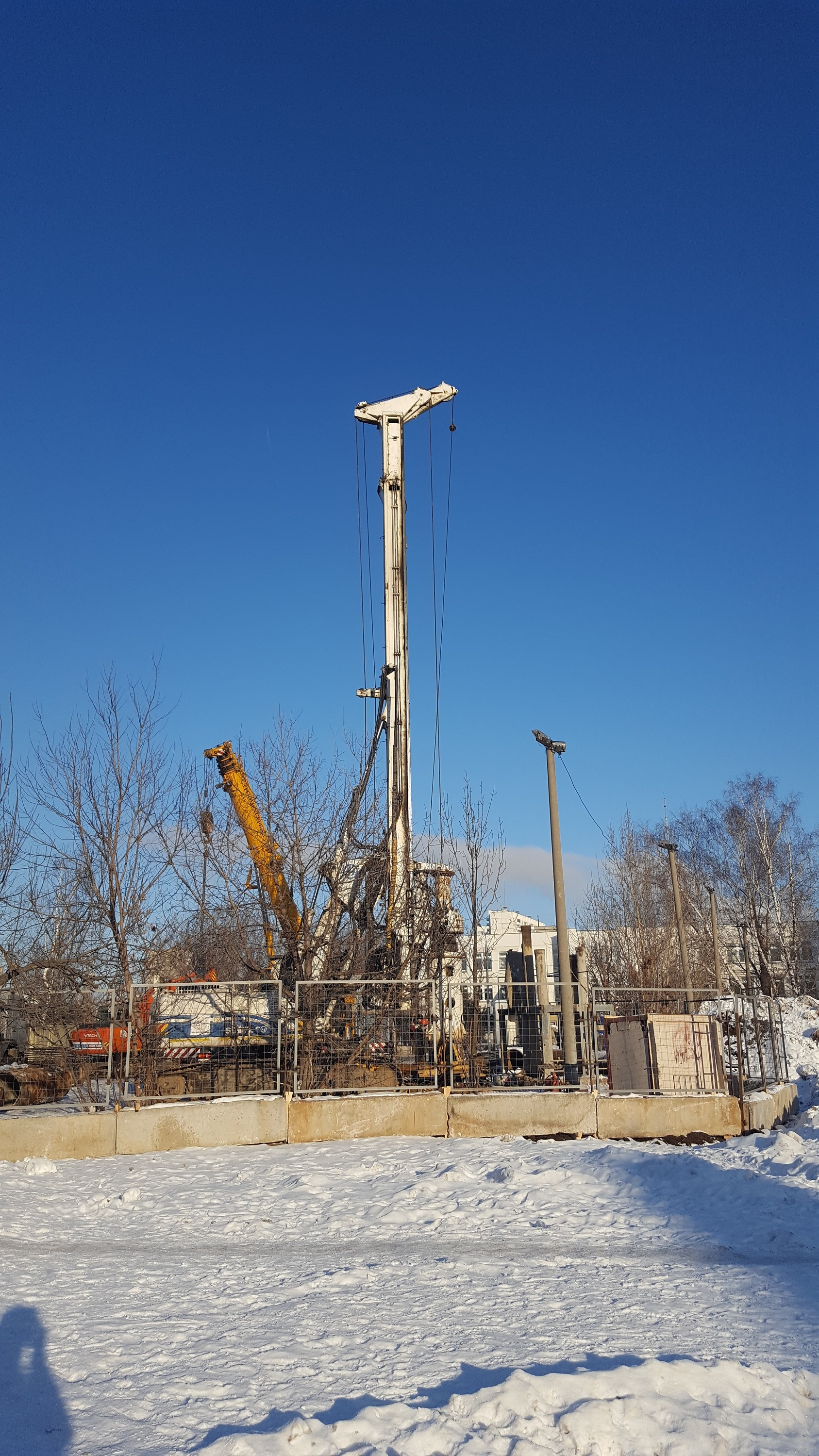
De boortoren voor de voorschacht achter de hekken van de bouwplaats op 7 februari 2017

Het bouwrijp maken van het terrein begon pas begin 2017 met het boren van een voorschacht voor de werkschacht. De inrichting van de bouwplaats en het vrijmaken van het terrein op de plaats van het toegangsgebouw begon op 30 mei 2017. De bouw van het toegangsgebouw begon op 2 augustus 2017. De 80 meter diepe werkschacht werd in november 2017 voltooid, waarna ook de ondergrondse werkzaamheden van start gingen. Eind december 2017 werd bekendgemaakt dat de tunnels tussen Rizjskaja en Marina Rosjtsja in 2020 zouden zijn voltooid en het station derhalve eind 2021 geopend kon worden. Op 8 februari 2018 werd gestart met de tunnel voor de roltrappen tussen het toegangsgebouw en het perron. In mei 2018 maakte het hoofd van de bouwafdeling van Moskou, Andrej Bogkarjev, bekend dat deze tunnel 139 meter lang wordt en daarmee de lengte van de schuine roltraptunnels bij Park Pobedy met 12 meter overtreft.

## Toekomst
Voor de lange termijn zijn er nog twee lijnen gepland bij Marina Rosjtsja, de Molzjaninovskaja-lijn naar Zelenograd in het noordwesten en de Mytisjtsjinskaja-lijn naar Mytisjtsji en Korolev in het noordoosten.